# Neptis lucilla
Neptis lucilla är en fjärilsart som beskrevs av Denis och Ignaz Schiffermüller 1775. Neptis lucilla ingår i släktet Neptis och familjen praktfjärilar. Inga underarter finns listade i Catalogue of Life.